# Евразия (тунел)
Евразия (на турски: Avrasya Tüneli) е пътен тунел в Истанбул, Турция, преминаващ под пролива Босфор. Тунелът е официално открит на 20 декември 2016 г. и пуснат за движение на 22 декември 2016 г.
Двуетажният тунел с дължина 5,4 km свързва Kумкапъ в европейската част и Koшуйолу, Кадъкьой, в азиатската част на Истанбул с 14,6 km маршрут, включително пътищата за подход към тунела. Той пресича Босфора под морското дъно на максимална дълбочина от −106 m. Намира се на около 1 км южно от подводния железопътен тунел Mармарай, който е открит на 29 октомври 2013 г. Пътуването между двата континента отнема около 5 минути. Таксата се събира и в двете посоки; от февруари 2020 г. 36,40 ₺ (около 4 щатски долара) за автомобили и 54,70 ₺ (6 щатски долара) за микробуси. През февруари 2021 г. пътната такса се увеличава с 26% съответно до ₺46 (приблизително 6,20 $) и ₺69 (~$9,30).

## Предистория
През 1891 г. френският железопътен инженер Симон Прео представя предварителен проект за подводен тръбен мост, „патентован от османското имперско правителство“, състоящ се от потопен мост, поддържащ тръба, по която ще се движат парни влакове.
Концептуалната основа на тунела Евразия се връща към констатациите на Генералния транспортен план от 1997 г., предприет от Истанбулския университет от името на Столична община Истанбул. Въз основа на този план през 2003 г. е проведено предварително проучване за осъществимост за ново преминаване на Босфора. Според резултатите от това проучване, пътен тунел е препоръчан като решение, което предлага най-висока степен на осъществимост.
Министерството на транспорта, мореплаването и съобщенията на Турция поръчва проучване за осъществимост на Nippon Koei Co. Ltd. през 2005 г. за оценка на алтернативите на маршрута за ново преминаване на тунела. Въз основа на екологични и социални критерии, разходи и рискови фактори, проучването заключава, като подкрепя първоначално предложения маршрут като предпочитан вариант.
Трите настоящи моста над Босфора са взети под внимание при избора на местоположението на тунела, който е поставен по-на юг, за да се балансира по-добре разпределението на трафика между прелезите. Други критерии за подбор включват по-ниските инвестиционни разходи за трасето поради по-късата дължина на тунела и наличието на достатъчно пространство за строителни площадки и оперативни сгради (пластова площадка, административни звена). Оценките на високо ниво, базирани на алтернативи за коридори, които са изчерпателно дефинирани в проучването за осъществимост, също подкрепят избора на предложения маршрут по отношение на екологични и социални разходи и рискови фактори.

## Инвеститори
Avrasya Tüneli İşletme İnşaat ve Yatırım A.Ş. (ATAŞ) е основана на 26 октомври 2009 г. от партньорството на Yapı Merkezi от Турция и SK E&C от Южна Корея.
Моделът изграждане-експлоатация-прехвърляне, възприет за тунела Евразия, обединява динамизма на частните инвестиции и техния проектен опит, както и подкрепата на международните финансови институции. Концесията е с продължителност 29 години. Договорът за партньорство включва гарантиран минимален приход и споделяне на печалбата за части, надвишаващи гарантирания приход.
Европейската банка за възстановяване и развитие (ЕБВР) предоставя финансов пакет на стойност 150 милиона щатски долара. Други компоненти на финансовия пакет от 1,245 милиарда щатски долара включват заем от 350 милиона долара от Европейската инвестиционна банка (ЕИБ) и финансиране и гаранции от Export-Import Bank of Korea и K-Sure, също с участието на Sumitomo Mitsui Banking Corporation, Standard Chartered, Mizuho Bank, Türkiye İş Bankası, Garanti Bank и Yapı ve Kredi Bankası. Механизъм за хеджиране на трансакцията се предоставя от някои от кредиторите, както и от Deutsche Bank.

## Сегменти
Проектът се състои от три основни сегмента:

### Европейска страна
Изграждане на пет обратни завоя като подлези и седем пешеходни пътеки като надлези по улица Кенеди, която се простира между Kaзлъчешме и Сарайбурну като крайбрежен път до Мраморно море. Разширяване на целия сегмент 1, който е приблизително 5,4 км, от ленти 3x2 на ленти 2x4.

### Преминаване на Босфора
Изграждане на 5,4 километров, двуетажен пътен тунел с две ленти на всяка палуба, площадка за таксуване и административна сграда в западния край и вентилационни шахти в двата края на тунела.

### Азиатска страна
Разширяване от ленти 2x3 и 2x4 до ленти 2x4 и 2x5 по протежение на приблизително 3,8 км участък от настоящия път D100, който свързва Гьозтепе с държавната магистрала Анкара-Истанбул, и изграждане на 2 кръстовища на мостове, 1 надлез и 3 пешеходни моста.

## Технически детайли
Американската фирма Parsons Brinckerhoff е отговорна за дизайна, докато британската Arup Group и американската Jacobs Engineering Group предприемат техническите проучвания и проучванията на трафика, а HNTB осигурява независима проверка на дизайна. Геотехническото проучване е извършено от холандската консултантска компания Fugro. Тунелопробивната машина (TBM) е доставена от немския производител Herrenknecht. Италианската компания Italferr отговаря за управлението на работите и прегледа на проекта от името на администрацията. Френската компания Egis Group ще отговаря за експлоатацията и поддръжката.
Участъкът TBM, пресичащ Босфора, е дълъг 3,4 km, докато други 2,0 km са изградени по метода на новоавстрийското тунелиране (NATM) и метода на изрязване и покриване. Диаметърът на изкопа на тунела е 13,7 m, което позволява вътрешен диаметър от 12,0 m с облицовка с дебелина 60 cm.
Тунелът се намира в сеизмично активен регион, на около 17 км от Северноанадолската разломна зона. За намаляване на сеизмичните напрежения/деформации под допустимите нива две гъвкави сеизмични връзки/сегменти; с граници на изместване от ±50 mm (1,97 in) за срязване и ±75 mm (2,95 in) за изваждане/свиване; са иновирани, проектирани специално, локализирани чрез геоложки/геофизични/геотехнически условия, тествани в лаборатория; приложен „за първи път“ в TBM тунелиране при подобни тежки условия. Проектният магнитуд на земетресението е определен като магнитуд от 7,25 и проектът на земетресенията за функционална оценка и оценка на безопасността имат повторен период от съответно 500 и 2500 години. Сеизмичните места на фуги, определени по време на фазата на проектиране, са проверени чрез непрекъснат мониторинг на въртящите моменти на режещата глава.
Тунелът от 3340 m е изкопан и конструиран с Mixshield Slurry TBM с диаметър 13,7 m, специално проектиран и оборудван с най-новите 19 инча (483 mm) дискови фрези (35 броя моноблокови дискови фрези, всички сменяеми при атмосферни условия и имат индивидуална сензорна система за носене), 192 ножа за рязане (само 48 атмосферно сменяеми), специални ключалки под налягане за водолази и камера за материали и спасяване за всички членове на смяната. Инсталация за третиране на суспензия (инсталирана мощност от 3,5 MW или 4700 к.с., която обезмаслява бентонитовата суспензия, използвана по време на изкопни работи, и регенерира с капацитет 2800 m3/h (99 000 cu ft/h) (приблизително еквивалентно на 20 m/d или 66 ft/d Използваният TBM е на първо място в света със своите 33 kW/m2 (4,1 hp/sq ft) мощност на режещата глава, на второ място с дизайна на налягането от 12,0 бара (1,20 MPa; 174 psi) и на шесто със своите 147 m2 ( 1580 кв. фута) площ за разкопки.
Операцията TBM е завършена в рамките на ±5 cm толеранс за 479 календарни дни, което води до средна скорост на напредване от 7,0 m/d (23 ft/d) (9,0 m/d или 30 ft/d за работни дни) от три екипажа 24/7. Максималната скорост на напредване е реализирана в зоната на морските седименти с 18,0 m/d (59 ft/d). Прекараното директно време за разкопки и изграждане на пръстена са съответно около 3500 и 1700 часа. Във формацията на Тракия са изкопани 28 зони на диги със средна честота от 90 m (300 ft) и дебелините варираха между 1 и 120 m (3,3 и 393,7 ft). Освен това 440 дискови резачки, 85 скрепера и 475 четки са заменени от екип на TBM и четири пъти хипербарни операции по поддръжка (общо 45 дни) със специално обучени водолази (макс. под 10,8 бара или 1,08 MPa или 157 psi за първи път в света) са успешно изпълнени.
15 048 части с дебелина 600 mm сглобяеми сегменти (1672 пръстена) с висока производителност (средният преминат заряд е 280 кулона (ограничение от 1000 кулона) са произведени и свързани един към друг с помощта на 30 765 болта. Всеки пръстен се състои от девет сегмента, който има средна 28-дневна якост на натиск на цилиндъра от 70 MPa (10 000 psi) и може да издържи най-малко 127 години като експлоатационен живот срещу подводни условия. Само 0,3% от произведените сегменти са открити с недостатъци поради наличието на пукнатини с ширина над 0,2 мм.
От друга страна, двойни тунели (всеки има приблизително 950 m дължина) са завършени за 445 календарни дни с напречно сечение от 85 m2 всеки чрез класически минен метод. Тези тунели са изкопани в Trakya Formation от четири стени с 1,4 m/d (4,6 ft/d)/лицева скорост на напредване под гъсто населен район с минимална и максимална откривка от 8 и 41 m, съответно. Двата тунела се срещат един с друг в рамките на ±2 mm толеранс. Най-голямото сближаване, измерено в короната на тунела, е 33 mm (проектният толеранс е 50 mm) с максимално 10 mm слягане на повърхността.
Тунелът е проектиран така, че да има защитени аварийни зони на всеки 200 м, за да осигури подслон, както и маршрути за евакуация към другото ниво на тунела. На всеки 600 м ще има аварийна лента, оборудвана с телефон за спешни случаи.
Ограничението на скоростта в тунела е 70 км/ч.
Средно дневно около 120 000 коли и леки превозни средства се очаква да преминават през тунела след първата година.
Планира се таксата да бъде равностойна на 4 щатски долара плюс ДДС в турски лири за автомобили и 6 щатски долара плюс ДДС за микробуси във всяка посока. Таксата ще се променя в съответствие с индекса на потребителските цени в САЩ.